# 小宮大一郎
小宮 大一郎（こみや だいいちろう）は、日本の総務官僚。宮崎市助役、千葉県総務部長、消防庁次長、危険物保安技術協会理事長などを歴任した。

## 人物・経歴
1988年東京大学法学部卒業、自治省入省。1996年高知県文化環境部環境対策課長。1997年高知県総務部財政課長。1999年国土庁防災局防災企画課長補佐。2001年内閣府参事官補佐。同年総務省自治財政局地方債課課長補佐。2002年宮崎市助役。
2005年総務省自治大学校研究部長。2007年内閣官房内閣参事官（内閣官房副長官補付）。2009年千葉県総務部長。2012年内閣府政策統括官（防災担当）付参事官（災害応急対策担当）。同年内閣府政策統括官（防災担当）付参事官災害緊急事態対処担当。
2014年総務省自治行政局市町村課長。2015年総務省大臣官房付兼内閣府参事官（総括担当）、内閣府政策統括官（経済財政運営担当）付兼内閣府本府地方分権改革推進室参事官。2016年消防庁消防・救急課長。2017年消防庁総務課長。
2018年消防庁審議官。同年消防庁国民保護・防災部長。2020年危険物保安技術協会理事兼事務局長。2021年消防庁次長。2022年退官、危険物保安技術協会理事長。2023年総務省大臣官房付、退官、日立製作所公共システム事業部特別顧問。

## 著書
- 『地方交付税』（兵谷芳康, 横山忠弘と共著）ぎょうせい 1999年